# Tri sela
Attard, Balzan i Lija tri su sela koja se nalaze u središtu otoka Malte. Ova tri sela poznata su pod ovim nazivom zbog blizine ta tri mjesta, koja se nalaze toliko blizu jedno drugom da poneke ulice počinju u jednom a završavaju u drugom selu. Ova tri sela vrlo su slična po izgledu, veličini i starosti. 